# Jan Paulsson
Jan Paulsson (Nyköping, 5 november 1949) is een Zweeds-Frans rechtsgeleerde. Hij was advocaat en arbiter in meer dan vijfhonderd internationale arbitragezaken. Sinds 1999 was hij rechter van het Gerecht voor ambtenarenzaken van de Wereldbank, waaraan hij daarnaast diende als vicepresident en president. Sinds 2011 is hij rechter van het Gerecht voor ambtenarenzaken van het IMF.

## Levensloop
Paulsson behaalde in 1971 een Bachelor of Arts aan de Harvard-universiteit en voltooide zijn rechtenstudie aan de Yale-universiteit in 1975 met een Juris Doctor. Vervolgens behaalde hij in 1977 het Diplôme d’etudes supérieurs spécialisées aan de Universiteit van Parijs. Hij spreekt Engels, Frans, Spaans en Zweeds.
Als hoogleraar bekleedt hij aan de School of Law van de Universiteit van Miami de Michael Klein-leerstoel, evenals de leerstoel voor internationale arbitrage. Als advocaat en arbiter nam hij deel aan meer dan vijfhonderd arbitragezaken in Europa, Azië, de Verenigde Staten en Afrika. Zo nam hij onder meer deel aan arbitragepanels tijdens de Olympische Spelen van Atlanta (1996), Nagano (1998) en Sydney (2000).
Hij is verder voorzitter van de Internationale Raad voor Commerciële Arbitrage, vicevoorzitter van het Internationale Hof van Arbitrage van de Internationale Kamer van Koophandel, lid van het Permanente Hof van Arbitrage in Den Haag en bestuurslid van de American Arbitration Association. Verder trad hij aan in zaken voor het Internationale Gerechtshof in Den Haag.
Hij was sinds 1999 rechter van het Gerecht voor ambtenarenzaken van de Wereldbank en voor de periode van 2004 tot 2006 vicepresident en aansluitend tot 2010 president van dit hof.
Hij is daarnaast president van het Gerecht voor ambtenarenzaken van de Europese Bank voor Wederopbouw en Ontwikkeling in Londen. Sinds augustus 2011 is hij rechter van het Gerecht voor ambtenarenzaken van het IMF in Washington D.C.

## Werk (selectie)
- 1990, 2000: International Chamber of Commerce Arbitration, met W.L. Craig en W.W. Park, Oxford University Press
- 1997: International Commercial Arbitration, met W.M. Reisman, W.L. Craig en W.W. Park, Foundation Press
- 2004, 2011: Guide to ICSID Arbitration; met L. Reed en N. Blackaby, Kluwer
- 2005: Denial of Justice in International Law, Cambridge University Press

- Bibliothèque nationale de France: cb12702308q (data)
- Catàleg d'autoritats de noms i títols de Catalunya: 981058518784806706
- Gemeinsame Normdatei: 170858421
- International Standard Name Identifier: 0000 0003 6783 7801
- Library of Congress Control Number: n84001676
- Nationale Bibliotheek van Letland: 000042332
- Nationale Bibliotheek van Tsjechië: mub2010601208
- Nationale Bibliotheek van Israël: 987007576541905171
- Nederlandse Thesaurus van Auteursnamen: 070251886
- Système universitaire de documentation: 056743734
- Virtual International Authority File: 233393055
- WorldCat: E39PBJvRX4fKTjHpKPFkpDDg8C